# Vittossaari
Vittossaari är en ö i Finland. Den ligger i vattendraget Pitkä-Kymi och i kommunen Kotka i den ekonomiska regionen  Kotka-Fredrikshamn  och landskapet Kymmenedalen, i den södra delen av landet, 110 km nordost om huvudstaden Helsingfors. Öns area är 5,1 hektar och dess största längd är 0,6 kilometer i sydöst-nordvästlig riktning.  Vittossaari ligger i sjön Muhjärvi.